# Згорнє Селце
Згорнє Селце (словен. Zgornje Selce) — поселення в общині Шентюр, Савинський регіон, Словенія. 
Висота над рівнем моря: 333,1 м.